# Honus Wagner
John Peter Wagner (Chartier, Pensilvania, 24 de febrero de 1874-Carnegie, Pensilvania, 6 de diciembre de 1955), más conocido como Honus Wagner, fue un jugador, mánager y entrenador de béisbol estadounidense. Considerado como uno de los mejores shortstops de la historia, Wagner fue campeón de la Serie Mundial de 1909 con los Pittsburgh Pirates y ganó el título de bateo en ocho ocasiones. Fue introducido en la clase inaugural del Salón de la Fama del Béisbol en 1936 junto a Ty Cobb, Babe Ruth, Christy Mathewson y Walter Johnson.
En los tiempos actuales Wagner ha resaltado por su imagen en una serie de tarjetas coleccionables como las de más valor entre las de su clase.

## Biografía
De joven trabajó en las minas de carbón de Pensilvania con su hermano. 

## Carrera

### MLB

#### Louisville Colonels
De acuerdo a la leyenda fue observado por un cazatalentos mientras lanzaba piedras a través del río Monongahela cuando tenía 18 años y seguidamente fue contratado. Comenzó a jugar en Steubenville, Ohio, e inició su carrera en las Grandes Ligas con los Louisville Colonels en 1897; ya en 1899 alcanzó un promedio al bate de .336. Al ser reducida la Liga Nacional a ocho equipos, los Colonels cesaron su actividad, pero el mismo propietario de ésta franquicia adquirió la de los Pittsburgh Pirates llevándose con él a Wagner. 

#### Pittsburgh Pirates
De cuerpo robusto, piernas arqueadas y 200 libras de peso (muy opuesto al prototipo ágil de un shortstop), el holandés volador -como fue conocido-, alcanzó  un desempeño brillante durante las dieciocho temporadas que sirvió para los Pirates. Ganó ocho títulos de bateo y lideró además en bases robadas y average de slugging en 5 y 6 ocasiones respectivamente; desde sus años de inicio con Louisville mantuvo su average de bateo arriba de .300 en 17 temporadas consecutivas. Llegó a dos series mundiales ganando la de 1909 frente a los Detroit Tigers con su estelar Ty Cobb.
Con este jugador protagonizó en la Serie Mundial una supuesta anécdota: en el juego 2, estando Ty Cobb a la ofensiva en primera base, le anunció este a Honus su intención de robar  segunda;  Honus aceptó el reto y al momento de recibir el lanzamiento del cácher posó su guante en Ty, de tal manera, que dejó sangrando sus labios.      
Amante del béisbol y de su equipo, rehusó jugar en la Liga Americana por un jugoso salario. De hecho, sus ingresos no sobrepasaron nunca los US$10 000.  En su última temporada de 1917 fue mánager del equipo por unos pocos encuentros, pero decidió retirarse para después continuar jugando semi profesionalmente.  En 1931 fue entrenador de los Pirates hasta 1951.

## La T206 de Honus Wagner

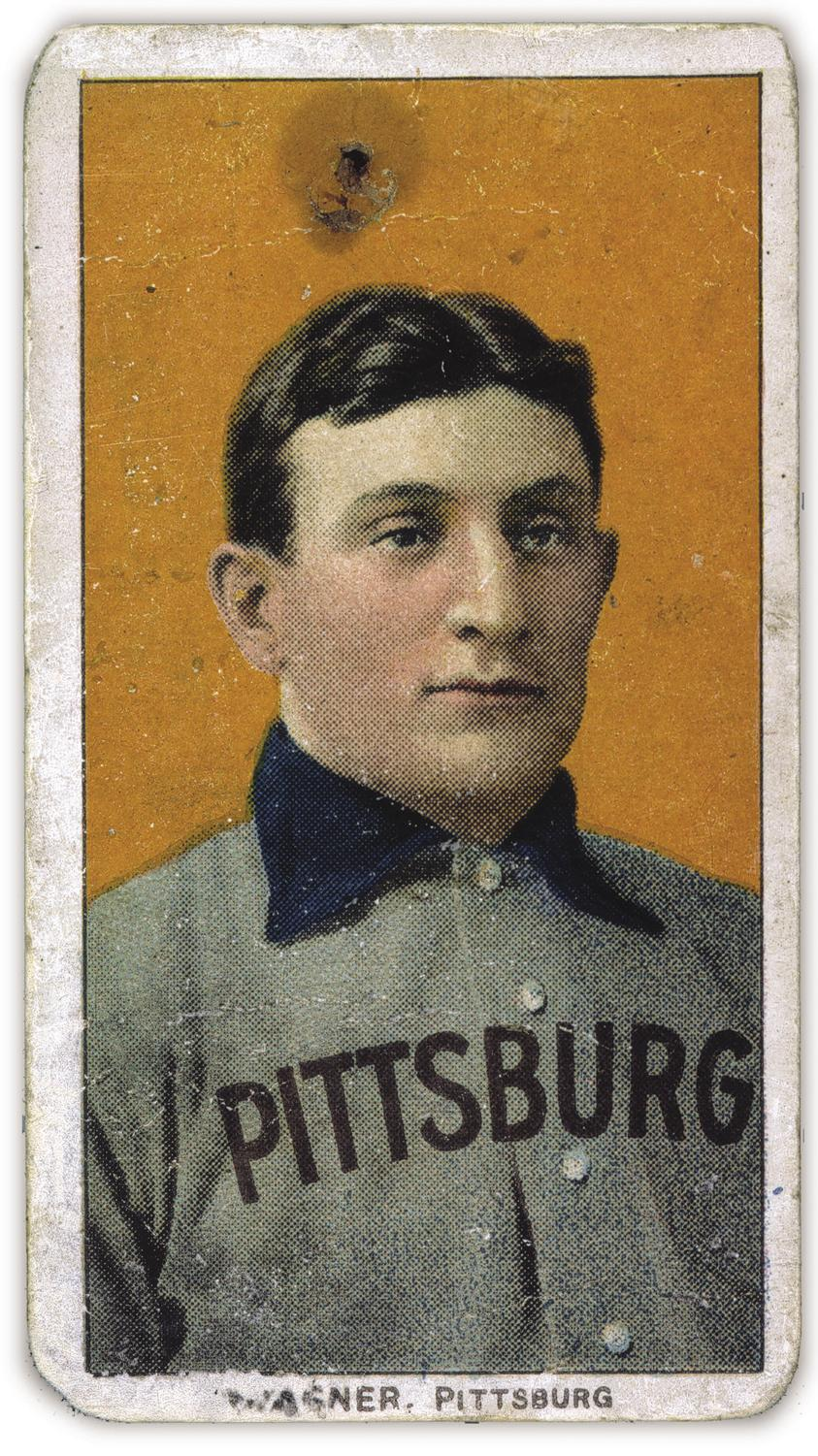
Reproducción de la valiosísima tarjeta de béisbol con la imagen de Honus Wagner.

La tarjeta  T206 con la imagen de Honus Wagner se ha convertido en todo un objeto valiosísimo entre los coleccionistas. Algunos le llaman el «santo grial» o la «mona lisa» de las tarjetas de béisbol. Su  subasta en 2007  alcanzó los $ 2.8 millones de dólares por un coleccionista privado; el 8 de agosto de 2022 nuevamente rompe récord al venderse una de estas tarjetas por $7.25 millones de dólares.  Se estima que hay alrededor de 70 ejemplares de las tarjetas de Wagner en manos de sus propietarios. 
Este tipo de tarjetas salieron en 1909 auspiciadas por la American Tobacco Company mostrando a 500 diferentes peloteros. En general, las de esta clase están entre las más apreciadas entre los  coleccionistas de este tipo de reliquias. 
Entre las teorías acerca de la escasez  de tarjetas con la imagen de Wagner, está la de que este no quiso ser asociado con el tabaco, impidiendo así una  mala  influencia sobre los niños, hecho que habría parado la producción de estos objetos con su figura.
Ha sido noticia el 6 de noviembre de 2010 que una rara tarjeta de Honus Wagner que fue legada a una orden de monjas católicas fue vendida por 262.000 dólares en una subasta. La Escuela de Hermanas de Notre Dame, con sede en Baltimore, puso la tarjeta en venta tras heredarla del hermano de una monja que falleció. El precio de venta superó las expectativas de los subastadores en Dallas. Las monjas recibirán 220.000 dólares de la venta. La hermana Virginia Muller, quien tenía la tarjeta, dijo que el dinero será destinado a las obras de la orden en más de 30 países. El coleccionista Doug Walton compró la tarjeta. Se conoce la existencia de unas 60 tarjetas T206 de Honus Wagner, producidas entre 1909 y 1911.

## Trivia
- Average de bateo de por vida: .327.
- Cuando recogía los roletazos  para sacar a los corredores,  se llevaba con su mano un poco de tierra; por lo que al momento del viaje la pelota se acompañaba de una estela de polvo.
- Fue reconocido por ser un jugador completo al jugar con satisfacción diferentes posiciones:  SS: 1,887 veces; 1B: 248; 3B: 209 ; RF: 120 ;2B: 57 ;LF: 3;P: 2;CF : 1.
- Total de juegos: 2,792.
- Bases robadas: 722.
- Según Tommy Lynch, jugador de los Pittsburgh Pirates : «No parecía un campocorto. Tenía hombros inmensos y esas piernas encorvadas. No parecía que fildeaba las bolas igual que nosotros». También dijo: «Fue el mejor torpedero de todos los tiempos. El mejor en cualquier cosa que haya existido».
- Mejor temporada: 1908. Lideró en bateo, slugging, bases alcanzadas, hits, dobles, triples, carreras impulsadas y otros.
- Tres veces en su carrera (1902, 1907, 1909), robó segunda base , tercera y home en un solo inning.
- Aparece nombrado en el capítulo Homer at the Bat, episodio perteneciente a la tercera temporada de la serie animada Los Simpson, cuando Burns decide formar un equipo con profesionales del deporte.